# 青木紗知歩
青木 紗知歩（あおき さちほ、1987年12月20日 - ）は、広島県出身の女性歌手、タレントである。
現在までにソロ、BEE-HIVEを経て、浅草に2009年に開館した日本文化を展示している私立美術館「アミューズミュージアム」にて日本舞踊などのライブ公演をおこない、2010年には日本初の3Dによる浅草神社本社神輿の「宮出し」から「宮入り」までの17時間生放送に出演。現在もライブやラジオなど幅広く活躍するアーチストである。2002年より芸能プロダクション、アミューズに所属していた。

## 来歴
- 2000年春 - テレビ新広島が運営する、アクターズスクール広島（ASH）に第一期生として入学。
- 2003年春 - 同期生であるPerfumeの三人と共に上京。アクターズスクール広島と業務提携している事務所アミューズに所属。傘下の新人女性タレント育成プロジェクトBEE-HIVEの一員となる。
- 2003年5月3日 - オムニバスアルバム「BEE-HIVE」に参加。楽曲「Your Song ～ダイジな人へ～」
- 同年 日本青年館を皮切りに全国ツアーに「BEE-HIVE Performance Tour 2003 summer」に参加。
- 2003年10月10日から12月12日までTBS金曜ドラマ『ヤンキー母校に帰る』に3年C組生徒の「緒方薫」役で出演。
- 2004年4月 学業優先のために芸能活動をいったん休止
- 2009年11月に開館したアミューズミュージアムにてteam織り姫として活動を再開
- 2010年 楽曲「Your Song ～ダイジな人へ～」を復刻。またBEE-HIVE同期生である當山奈央の「廃墟の鳩」カバーを発表。
- 2010年8月 FMうらやすにて水曜日パーソナリティーを開始

## メディア出演

### ラジオ
現在放送中のラジオ番組
- エフエム浦安「今日もうららかFMうららです」水曜日担当

### テレビ
- BSジャパン「3D挑戦！三社祭生TV」
- TBS ヤンキー母校に帰る